# Otto Nebrig
Otto Nebrig (* 8. Januar 1876 in Lützschena; † 8. März 1969 ebenda) war ein deutscher Politiker (SPD, USPD, SED) und Widerstandskämpfer gegen den Nationalsozialismus.

## Leben
Nebrig wurde am 8. Januar 1876 in der westlich von Leipzig gelegenen Gemeinde Lützschena in einer sozialdemokratisch geprägten Arbeiterfamilie geboren. Von 1882 bis 1890 besuchte er dort die Volksschule. Als Dreizehnjähriger organisierte er 1889 auf einem von der Schule organisierten Arbeitseinsatz auf dem Rittergut von Lützschena einen Schulkinderstreik. Der um bessere Entlohnung geführte Streik war zwar mit Erfolg gekrönt, jedoch hatte er für Nebrig insofern eine negative Auswirkung, da er in der Folgezeit von diesem geringen Dazuverdienst ausgeschlossen wurde.  Nach der Schulzeit absolvierte er eine Ausbildung zum Bauarbeiter, welche bis 1893 dauerte. Gleichzeitig besuchte er die Polytechnische Sonntagsgewerbeschule, um sich weiterführendes Wissen anzueignen. 1895 trat er in die Gewerkschaft ein und wurde 1896 Mitglied der SPD. In der Zeit von 1896 bis 1898 absolvierte er seinen Wehrdienst. Direkt im Anschluss ließ er sich bis 1901 für das Handelsgewerbe zum Handlungsgehilfen umschulen. Noch 1901 bekam er eine Anstellung als Filialleiter des westsächsischen Konsum. Bis 1933 arbeitete er in dieser Stellung in verschiedenen Standorten, zuerst in Eutritzsch, später in der Zentrale in Leipzig-Plagwitz, dann in Quasnitz und zuletzt in seinem Wohn- und Heimatort Lützschena. 1905 heiratete Nebrig. Seine Frau starb jedoch bald und hinterließ ihm drei minderjährige Kinder. Ende 1919 heiratete Otto Nebrig deren Schwester Martha Mieder, mit der er über fünfzig Jahre verbunden war.

## Politische Karriere
1899 wurde Nebrig in den Ortsgruppenvorstand der Lützschenaer SPD gewählt und bereits ein Jahr später kürten ihn die Mitglieder zu ihrem Vorsitzenden. Dies blieb er bis 1933 und baute seine Stellung in der regionalen Parteiorganisation beständig aus. 1906 wurde er offizieller Redner für die SPD des Kreises Leipzig. 1914 kandidierte er das erste Mal bei einer Landtagswahl. Während des Ersten Weltkrieges, 1917, schloss er sich der USPD an, die in der Kriegsfrage eine von der Mehrheitssozialdemokratie abweichende Stellung vertrat. Ab 1920 wurde er sowohl Mitglied und Vorsitzender des Bezirkstages für den Landkreis Leipzig als auch Mitglied des Bezirksausschusses und Kreisausschusses bei der Kreishauptmannschaft Leipzig. Dies blieb er bis 1933. Im Jahr 1922 trat er wieder der SPD bei und gehörte von 1922 bis 1933 dem sächsischen Landtag an. Im Landtag arbeitete er unter anderem im Prüfungs- und Rechtsausschuss mit. Von den in diesen Jahren realisierten Gesetzgebungsvorhaben tragen unter anderen die neue Gemeindeordnung von 1923 und das Wohlfahrtspflegegesetz von 1925 seine Handschrift. In dem von der Fraktionsmehrheit durch Bildung einer Großen Koalition auf Landesebene ausgelösten Sachsenkonflikt der SPD schlug sich Nebrig auf die Seite der linken Abgeordnetenminderheit, die allerdings die große Mehrheit der Landespartei hinter sich wusste. 1926 rückte er schließlich als Schriftführer in den Vorstand der SPD-Landtagsfraktion auf. Ab 1929 amtierte er als Sekretär bzw. parlamentarischer Geschäftsführer seiner Fraktion.
Nach der Machtergreifung der Nationalsozialisten in Sachsen im März 1933 und der Verhaftung zahlreicher sozialdemokratischer Landtagsabgeordneter wurde Nebrig unversehens der führende Kopf der SPD-Fraktion. Als am 23. Mai 1933 die nationalsozialistische Landtagsfraktion einen eigenen Entwurf eines Ermächtigungsgesetzes vorlegte, der elementare Rechte der Abgeordneten beschnitt, setzte Nebrig als einziger Redner ein deutliches Nein dagegen. Von Juni bis August 1933 war Nebrig im KZ Sachsenburg inhaftiert.
Nach dem Ende des NS-Regimes gründete er 1945 erneut die SPD-Ortsgruppe in seiner Heimatgemeinde Lützschena, wurde Vorsitzender der SPD-Ortsgruppe und nach 1946 der SED-Ortsgruppe. Er zog sich 1947 aus der SED wegen politischer und gesundheitlicher Probleme zurück, blieb aber noch bis 1950 Abgeordneter im Gemeinderat und im Kreistag Leipzig-Land.